# Marienkapelle (Jüngersdorf)
Koordinaten: 50° 48′ 40,4″ N, 6° 22′ 30,4″ O

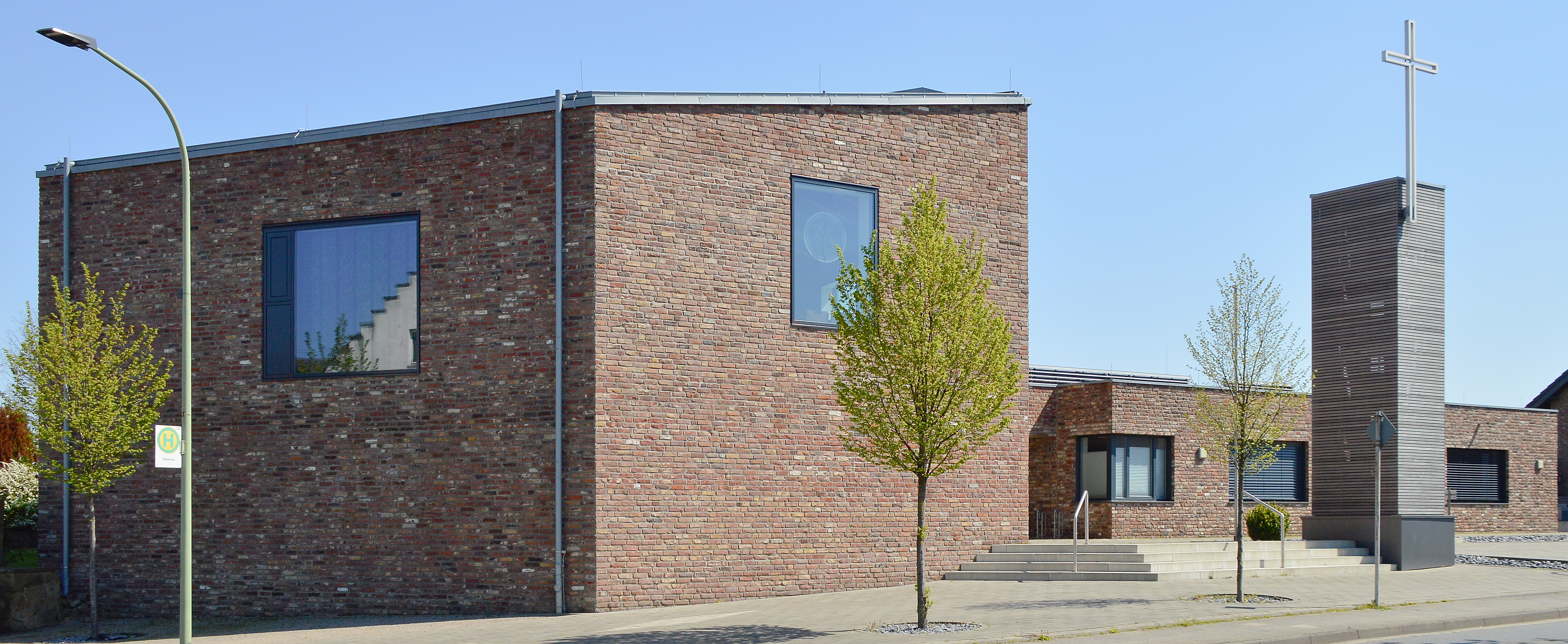
Marienkapelle mit Gemeindezentrum (2019)

Die Marienkapelle ist die römisch-katholische Kapelle des Ortsteils Jüngersdorf der Gemeinde Langerwehe im Kreis Düren (Nordrhein-Westfalen).

## Geschichte

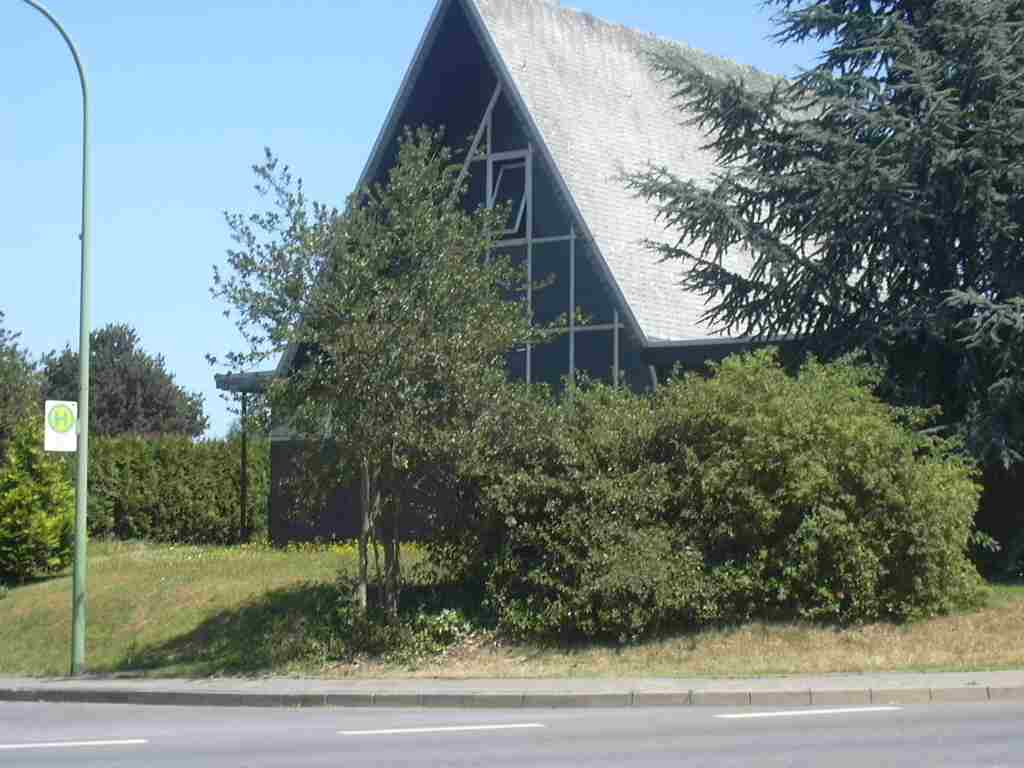
Alte Kapelle

Eine Kapelle in Jüngersdorf wurde nach dem Zweiten Weltkrieg errichtet. Diese wurde im Oktober des Jahres 2011 abgerissen, da an gleicher Stelle eine größere Kapelle mit Glockenturm und Gemeindezentrum errichtet wurde. Diese neue Kapelle wurde nach Plänen des Zülpicher Architekten Markus Ernst von September 2012 bis Dezember 2013 errichtet. Die Kirche wurde am 8. Dezember 2013 vom Aachener Bischof Heinrich Mussinghoff geweiht.
Die neue Marienkapelle wurde als Ersatz für die Pierer Pfarrkirche St. Mariä unbefleckte Empfängnis und der Vilvenicher Helena-Kapelle errichtet, die beide dem Tagebau Inden weichen mussten.

## Ausstattung
Für die Kapelle entwarf Walter Dohmen zwei Fenster. Das Fenster aus dem Jahr 2023 stellt eine Pieta dar und das Fenster von 2025 heißt „Das Auge Gottes“.